# Immenser Teich
Der Immenser Teich ist ein Baggersee 2 km westlich von Lehrte in der Region Hannover, Niedersachsen. Er liegt an der Immenser Landstraße, die von Lehrte nach Immensen führt, unmittelbar nördlich der Bundesautobahn 2.
Der 200 × 300 m große See mit nahezu rechteckiger Grundfläche wird vom Fischereiverein Hannover als Angelgewässer genutzt, allerdings mit starken Einschränkungen. Es handelt sich bei dem See seit 2002 um ein besonders gering belastetes Salmonidengewässer, das nur mit einer montierten Fliegenrute befischt werden darf. Anfüttern von Fischen und die Verwendung von Lockmitteln ist nicht erlaubt. 2009 wurden aus dem See Aal, Bachforelle, Barsch, Regenbogenforelle, Rotauge, Seeforelle und Seesaibling gemeldet.
Im See befinden sich zwei Inseln, die nicht betreten werden dürfen. Dasselbe gilt für einen unter Naturschutz stehenden Bereich in der nordwestlichen Ecke des Sees, wo Tothölzer und Unterwasserpflanzen einen naturnahen Lebensraum bilden und die Wassertiefe auf kiesig-steinigem Untergrund nur 1–2 m beträgt. Der See ist ansonsten meist 3–4 m tief, im südlichen Bereich befindet sich ein Becken mit 6,50 m Tiefe.
Aufgrund seiner geringen Belastung und seines naturnahen Charakters wurde der Immenser Teich 2013 für einen Besatz mit dem in Deutschland vom Aussterben bedrohten Europäischen Flusskrebs ausgewählt, die in einem nahegelegenen Gartenteich überlebt hatten. 300 Tiere waren dem Landessportfischerverband Niedersachsen übergeben und danach in den See eingesetzt worden, nachdem sichergestellt worden war, dass sich im See keine fremden Krebsarten befinden, die die Krebspest übertragen könnten.